# Franco Casalini
Franco Casalini (Milano, 1º gennaio 1952 – Milano, 28 luglio 2022) è stato un allenatore di pallacanestro italiano.
Ha vinto uno scudetto, una Coppa dei Campioni e una Coppa Intercontinentale con l'Olimpia Milano.

## Carriera
Dopo aver praticato basket come giocatore, passa ad allenare, nel 1971, nelle file del Social Osa, storica squadra milanese che fa riferimento all'oratorio dei Salesiani di Milano. Nel 1972, dopo aver ottenuto brillanti risultati con la squadra Allievi, vincendo il torneo Città di Sesto, viene chiamato dall'allora Simmenthal per allenare le giovanili: Casalini inizierà così un periodo di 18 anni nei quali farà ininterrottamente parte dell'Olimpia Milano.
Come allenatore delle giovanili porterà Milano a vincere 4 scudetti di categoria, tra Cadetti e Juniores. Dopo aver affiancato Pippo Faina, e dopo aver passato nove anni a fare da secondo a Dan Peterson, prima in coabitazione con Guglielmo Roggiani e in seguito come unico vice, inizia come head coach proprio con la squadra milanese nella stagione 1987-88, vincendo subito le due coppe internazionali; nell'annata 1988-89 è infine campione d'Italia. Dopo quest'esordio promettente, Casalini non è più riuscito a dare continuità alla propria squadra. La stagione seguente la squadra uscì in finale della Coppa del Campioni e agli ottavi dei play-off scudetto, contro la Viola Reggio Calabria. L'Olimpia lo sostituisce quindi, nella stagione successiva con Mike D'Antoni.
Nel 1991-92 passa alla Filanto Forlì, ma se ne va dopo solo undici giornate. Subentra quindi a Paolo Di Fonzo alla Virtus Roma: fuori dai play-off nel campionato 1992-93, pur avendo raggiunto la finale di Coppa Korac (persa proprio contro l'Olimpia, ora in mano a Mike D'Antoni) viene sostituito da Nevio Ciaralli nel 1993-94.
Frattanto nel 1994 intraprende la carriera di commentatore in collaborazione con Tele+.
Nel 1996 è scout per la Fortitudo Bologna, mansione che nella stagione successiva ricoprirà a Milano. L'ultima esperienza italiana come allenatore è la conclusione della stagione 1997-98 alla Stefanel Milano: dopo essere subentrato a Franco Marcelletti, raggiunge la finale di Coppa Saporta, perdendola, e uscendo al primo turno dai play-off.
Casalini ha anche allenato il SAV Vacallo Basket, nel campionato svizzero. Nel 1999, vince la Coppa Svizzera al termine di un'accesa finale contro il FV Lugano di Virginio Bernardi, e bissando il successo nella stessa manifestazione l'anno successivo. Contemporaneamente porta il Vacallo in finale, ma entrambe le volte viene battuto.
Nel 2003 torna in veste di commentatore tecnico, questa volta per Sky Sport. Nel 2011 è diventato direttore dei contenuti del sito Euroleague.tv.
Il funerale si è tenuto al cimitero di Lambrate, dove in seguito è stato cremato e le ceneri sono state tumulate in una celletta.

## Palmarès
- Coppa Intercontinentale: 1

Olimpia Milano: 1987
- Coppa dei Campioni: 1

Olimpia Milano: 1987-88
- Campionato italiano: 1

Olimpia Milano: 1988-89
- Coppa Svizzera: 2

Sav Vacallo: 1998-99, 1999-2000